# Karl-Arnold-Mausoleum

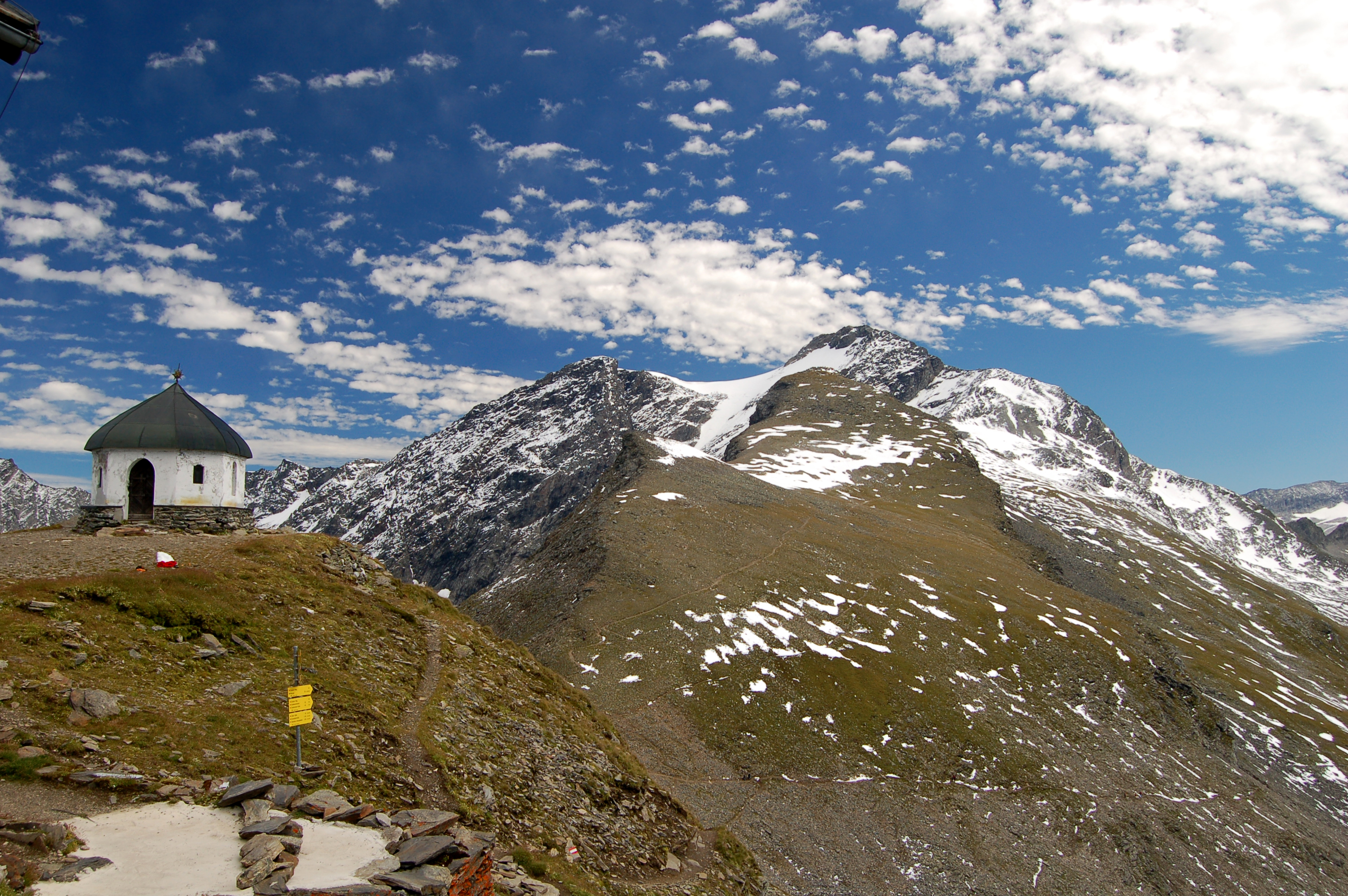
Karl-Arnold-Mausoleum am Ankogel

Das Karl-Arnold-Mausoleum steht auf 2.720 Metern Höhe am Ankogel in der Gemeinde Mallnitz im Bezirk Spittal an der Drau in Kärnten. Seit 2023 steht das Mausoleum unter Denkmalschutz (Listeneintrag).

## Beschreibung
Der Pharmazeut und Chemiker Karl Arnold (1853–1929) aus Hannover ließ 1925 in der Nähe der Schutzhütte Hannoverhaus für sich ein Mausoleum errichten. In dem achteckigen Bau wurde seine Urne beigesetzt. Der Bau rief seinerzeit Kritik hervor, weil er in der Gipfelwelt störe.
Mit einer 2023 geschlossenen Kooperation zwischen dem Deutschen Alpenverein und dem Bundesdenkmalamt soll das baufällige Mausoleum gerettet werden.